# Fabrizio Caracciolo
Fabrizio (Agostino) Caracciolo dei Principi di Marsicovetere (Nàpols, 1555 - 1615) va ser un religiós italià, cofundador, en 1588, de l'orde dels Clergues Regulars Menors.
De jove es va revelar com estudiós i pietós. Es va llicenciar en Dret i decidí de seguir la carrera eclesiàstica. Obtingué aviat el benefici de l'abadia de Marsico Vetere a Nàpols.
Va trobar Giovanni Agostino Adorno en 1587, qui li comunicà la seva intenció de fundar un orde de clergues regulars. Arran d'un error en la tramesa d'aquesta carta, arribà a Francesc Caracciolo, llavors prevere a Nàpols i que, malgrat el cognom, pertanyia a una branca diferent de la seva família. Tots tres van fundar l'orde dels Clergues Regulars Menors en 1588.
Fabrizio va ser qui va aconseguir els recursos per al nou orde, ja que era abat de Santa Maria Maggiore de Nàpols, església que va acollir la primera seu de l'orde. Va renunciar a l'herència familiar i va fer professió solemne per a entrar a l'orde el 25 d'agost de 1596. Llavors va canviar el seu nom, adoptant el d'Agustí en homenatge a Agostino Adorno, que havia mort feia poc. Va ser nomenat general de l'orde, a la mort de Francesc Caracciolo. En 1612, en redactà les constitucions, que van ser aprovades per Pius V.
Va morir humilment el 25 de maig de 1615, als seixanta anys.